# 浄満寺 (佐賀市)
浄満寺（じょうまんじ）は、佐賀県佐賀市にある浄土真宗本願寺派の寺院。山号は光寿山。本尊は阿弥陀如来。

## 歴史
鍋島茂忠（茂賢）の家臣広松源之焏重政が開基と伝わっている。
寺内にて保管している由緒記（浄満寺第4代雪堂記す）によると、開基の明覚は天正6年（1578年）6月3日に生まれ、寛永15年（1638年）に命終を迎えたとある。
重政は文禄・慶長の役で朝鮮半島への出兵の後戦死者の遺骨を埋葬し、そこに仏閣を建て光寿廟と称したのが寺の始まりとされる。
その後寛永10年（1633年）重政は本願寺第十三代門主良如上人より、釋明覚の法名、浄満寺の寺号、阿弥陀如来像を賜る。
この寛永10年より本願寺派の寺院となった。

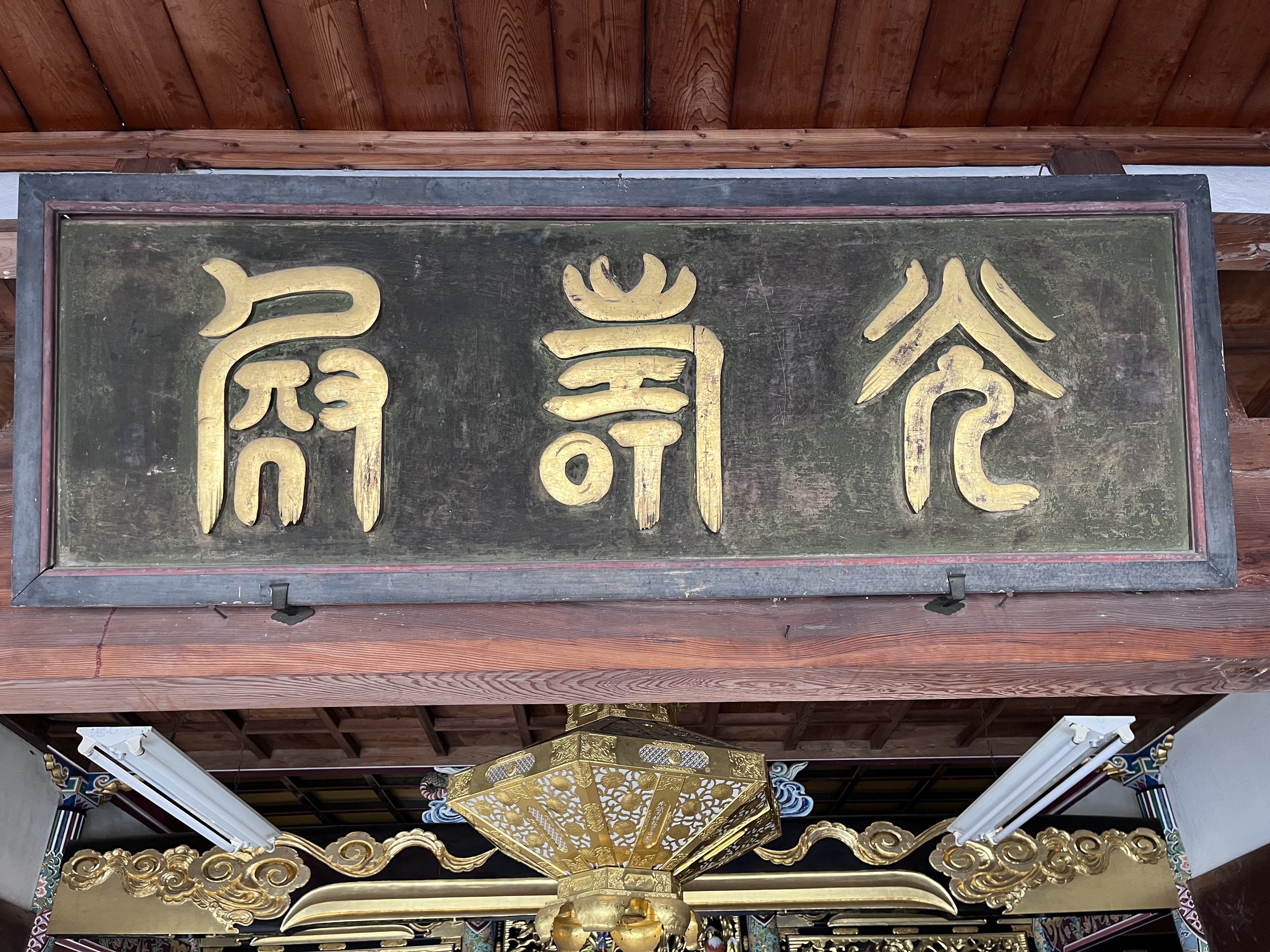
廟所時の額

過去帳は安永三年以降のものが現存しているが、それ以前のものは不明である。
昭和初期の戦争では、お墓の扉の鉄や仏具などが供出されており仏具の代用品として、陶器の花瓶、蝋燭立、香炉が支給されている。

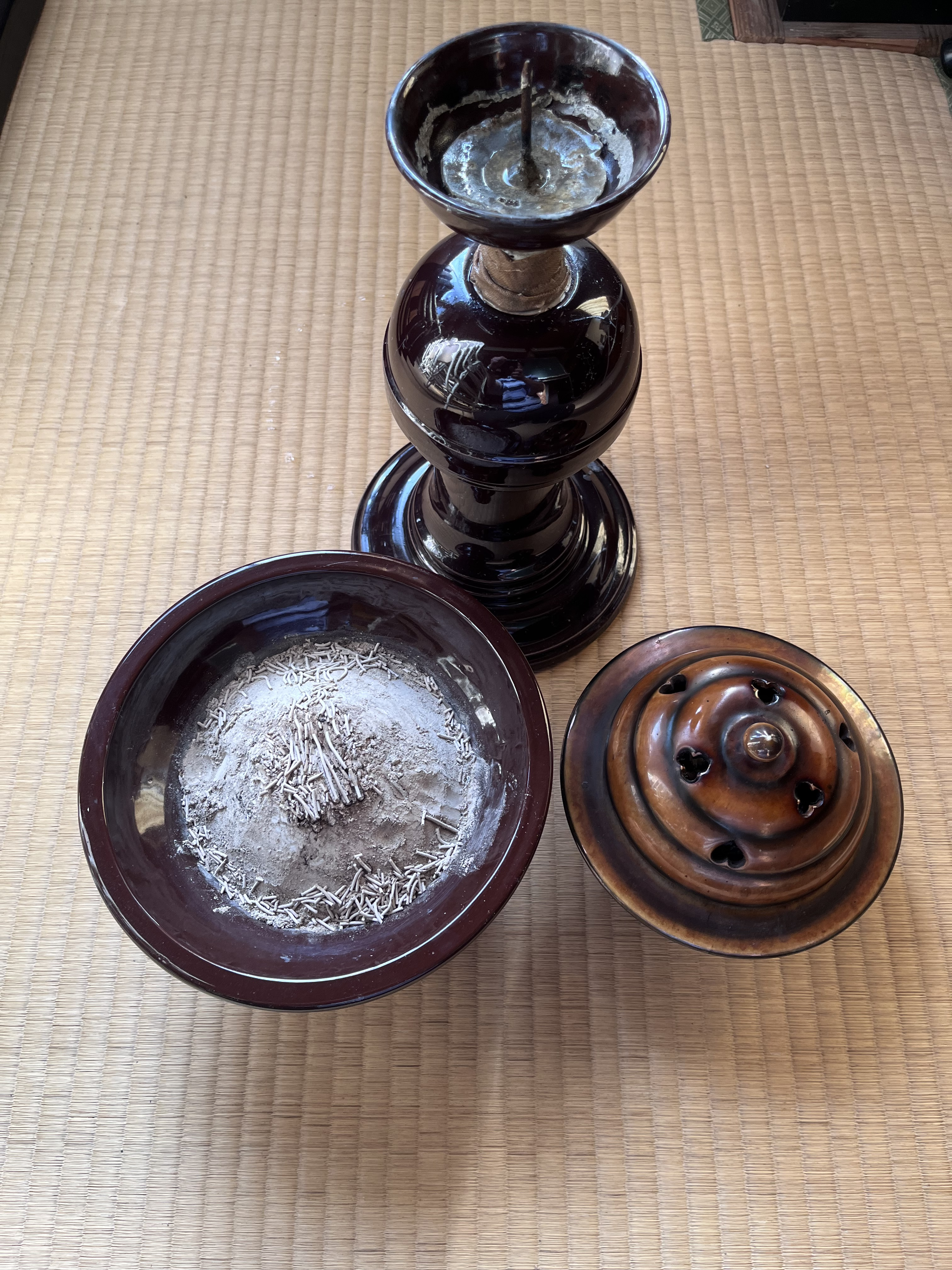
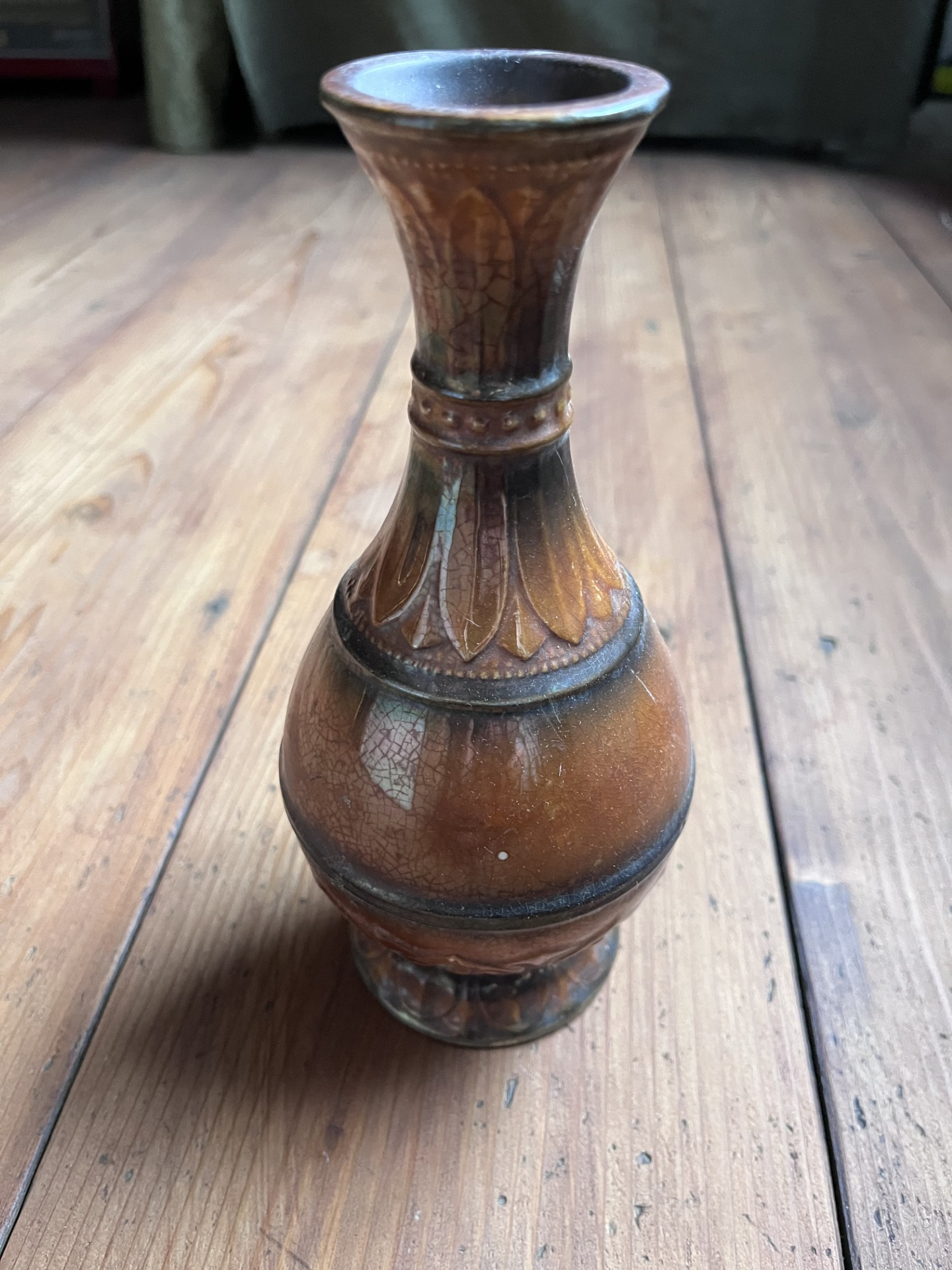

1945年8月、佐賀地方に空襲があった折には境内地裏にも爆弾が落ち、その破片が墓石に当たったものが残っている。

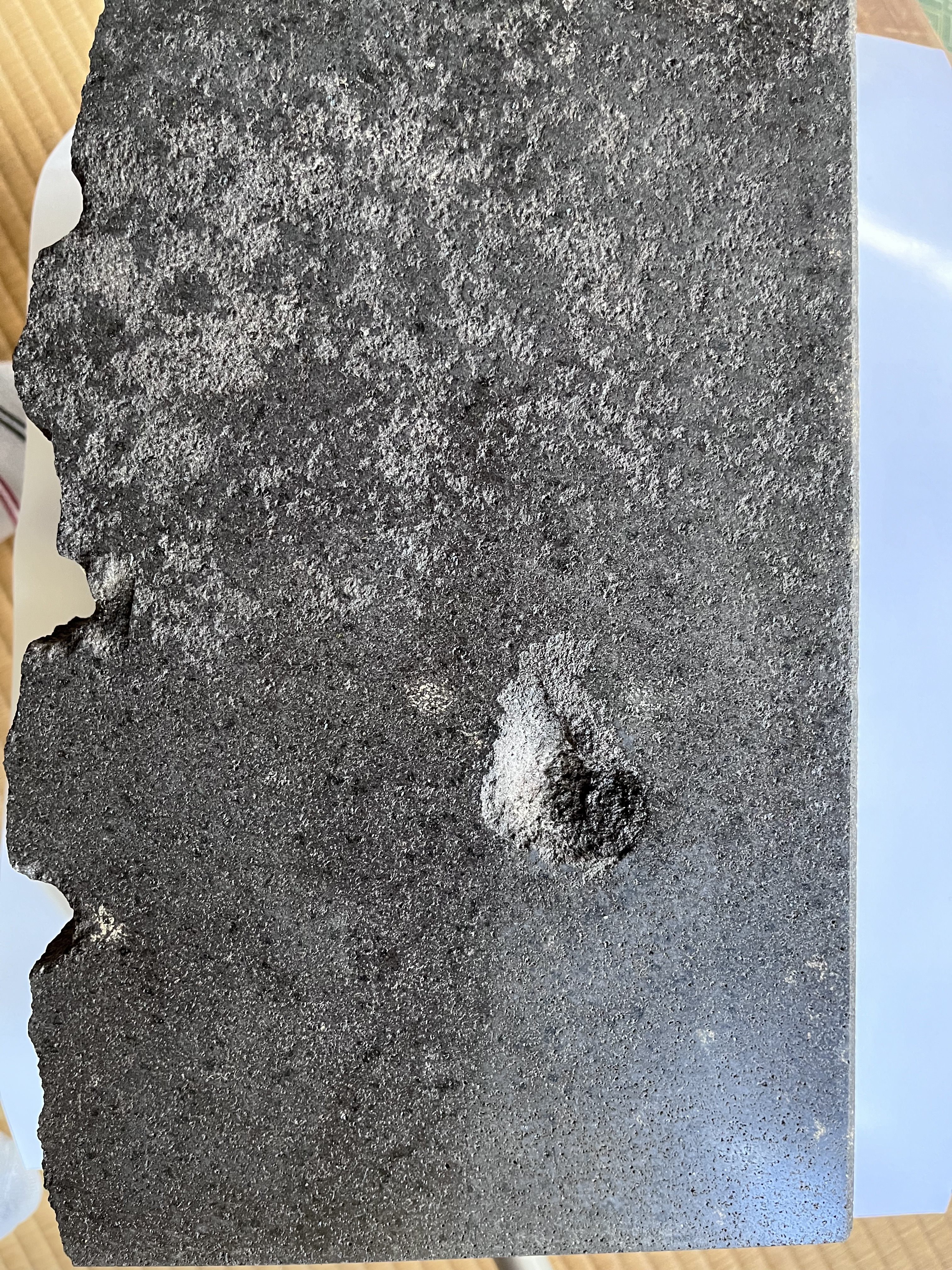

## 境内
本堂
本堂内には【光寿廟】と記された額がある。天保3年（1683年）に仏閣が再興されている。
1905年（明治38年）に改築され、屋根は1932年（昭和7年）に萱から瓦へ、また2002年（平成14年）に本瓦へ葺き替えられている。

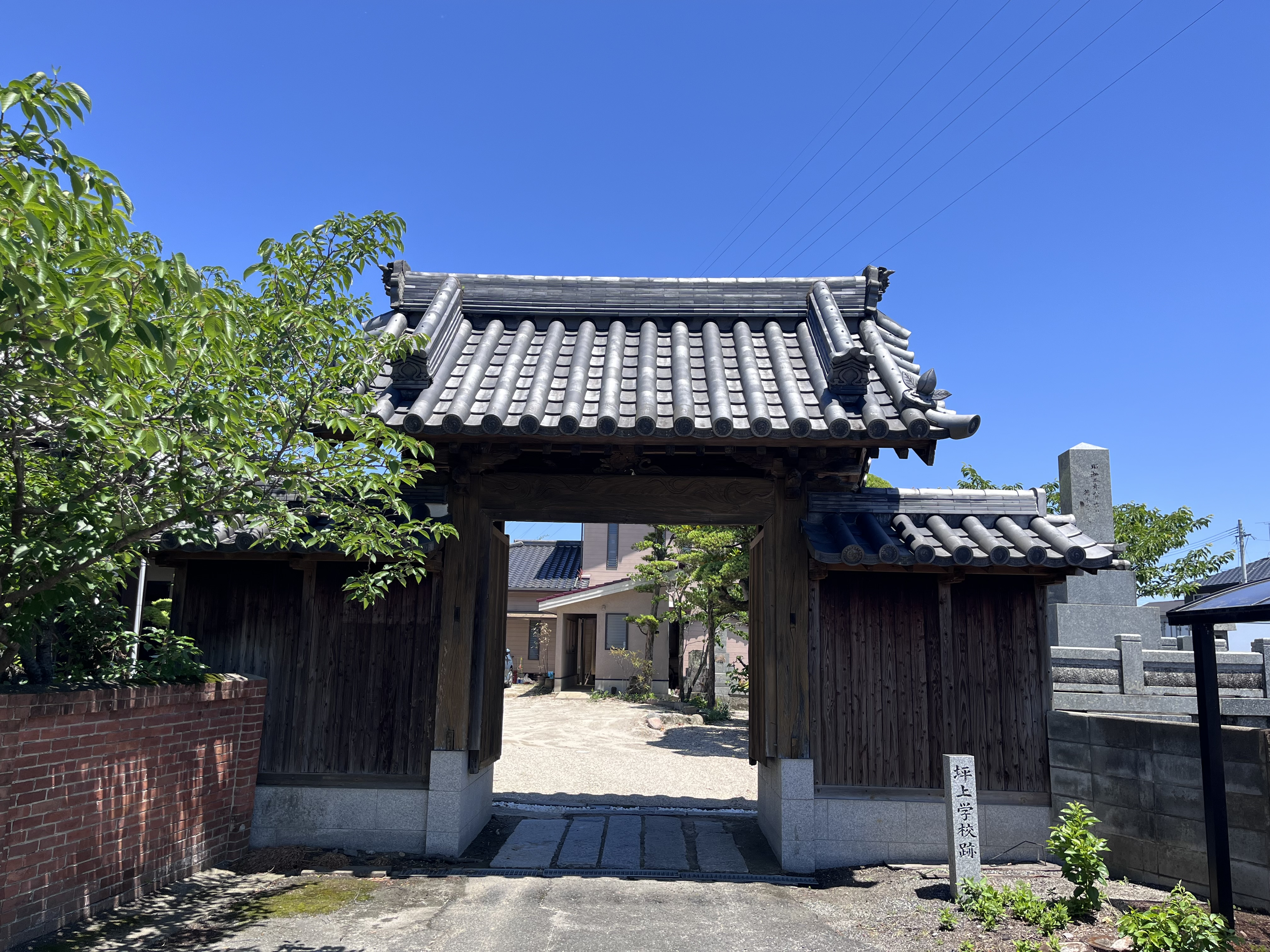
山門
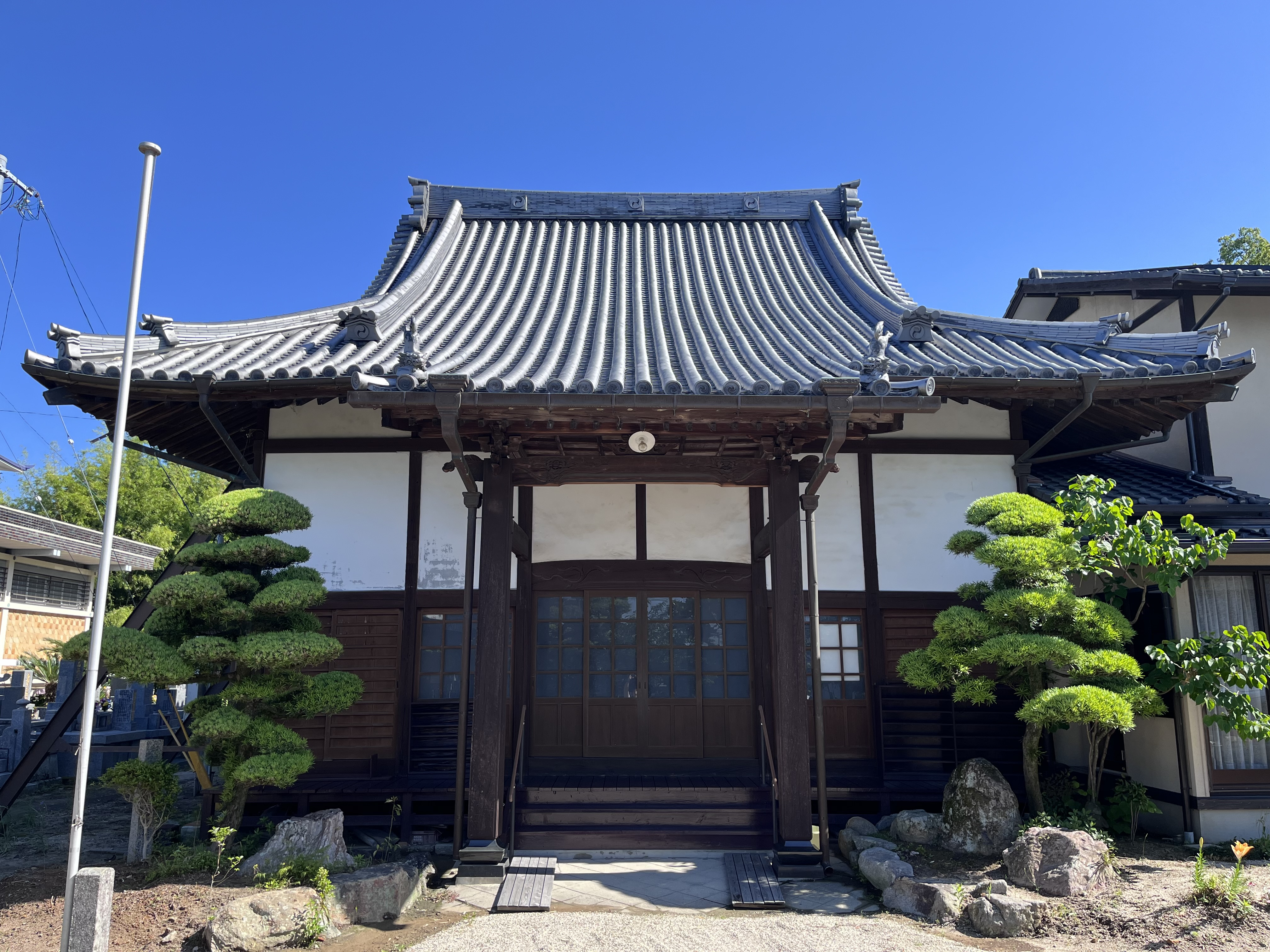
本堂

納骨堂
1968年（昭和43年）に完成し、光壽閣と命名されている。2003年（平成15年）に改修されている。

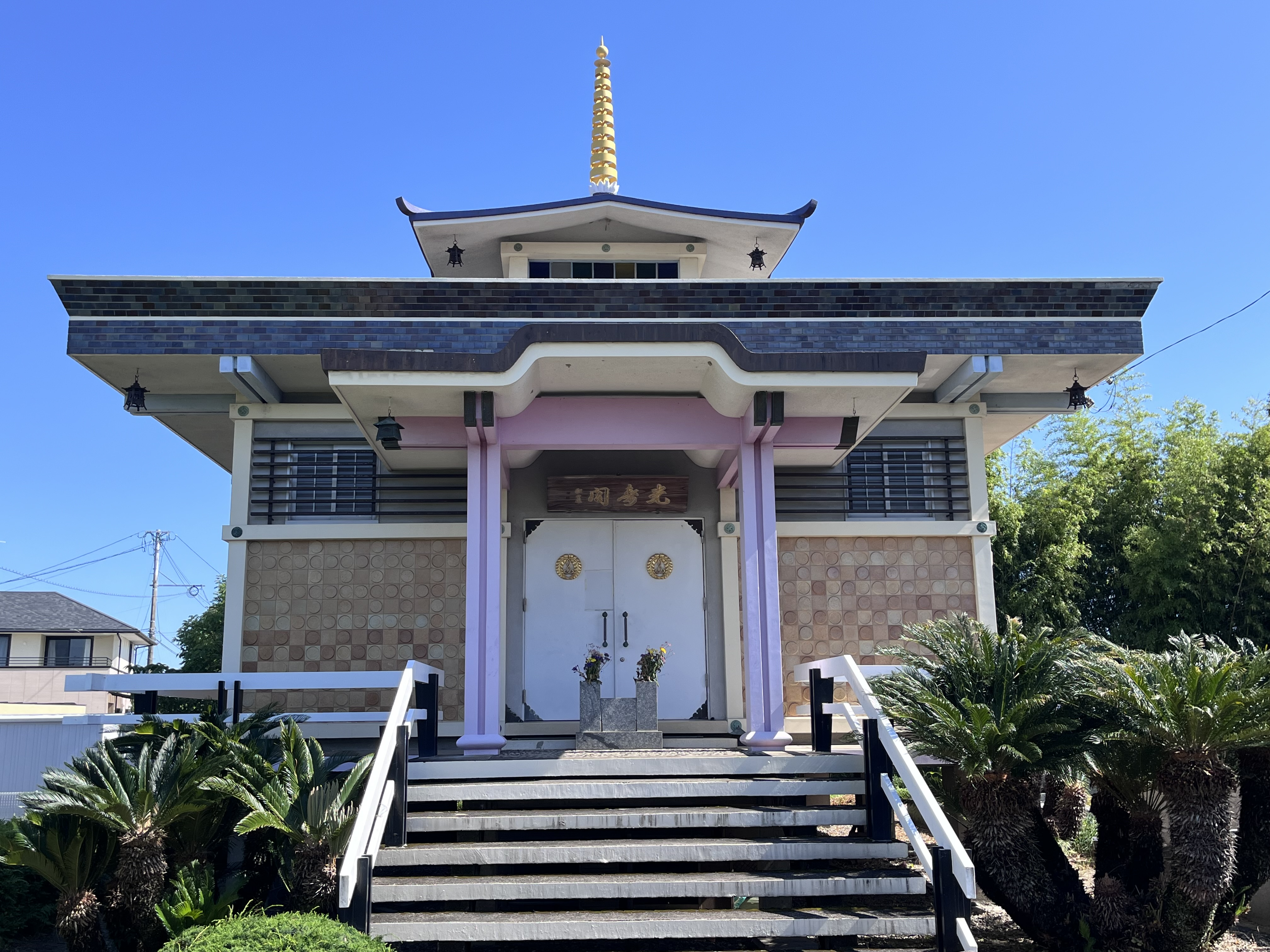
光壽閣外観
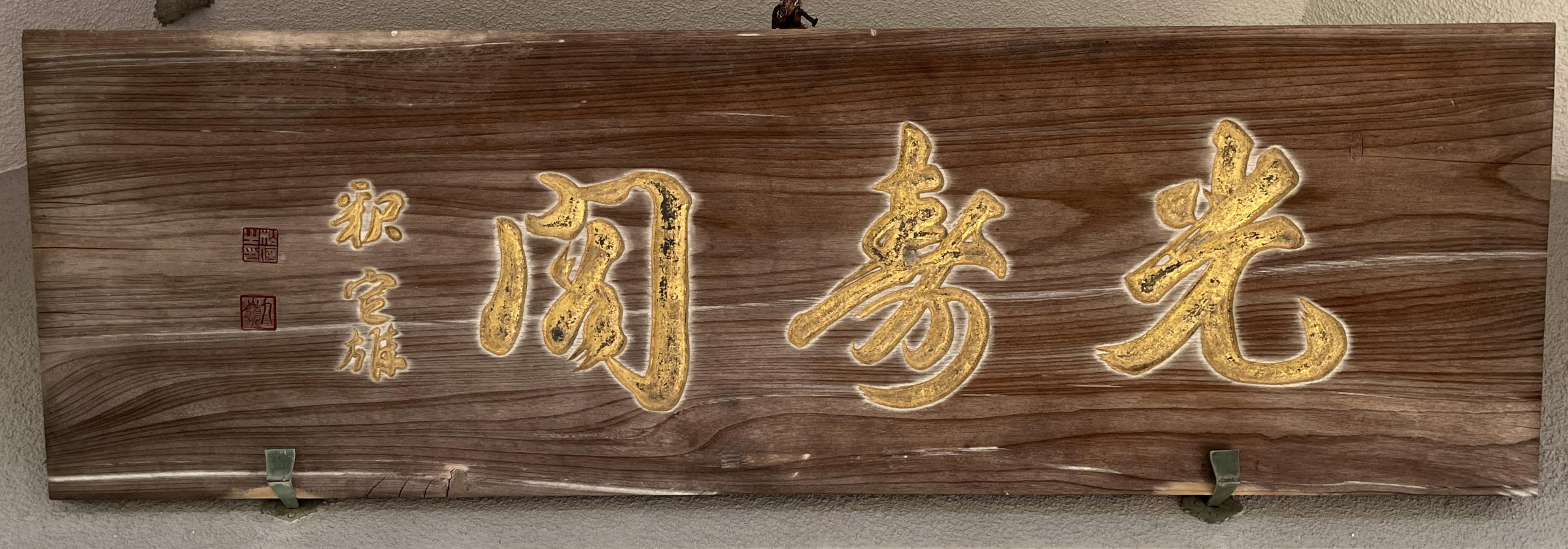
光壽閣額 揮毫松信定雄氏
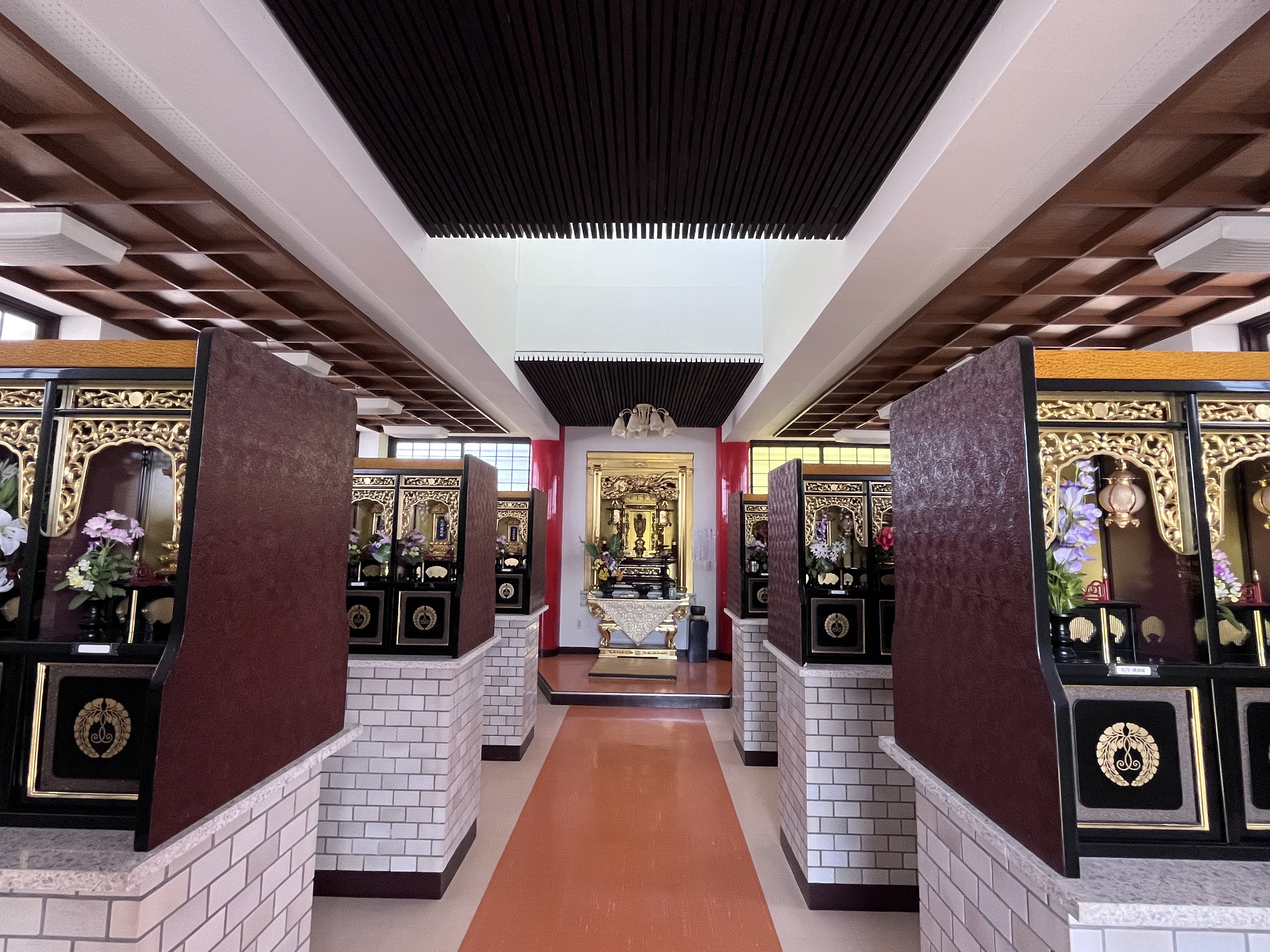
納骨堂内部
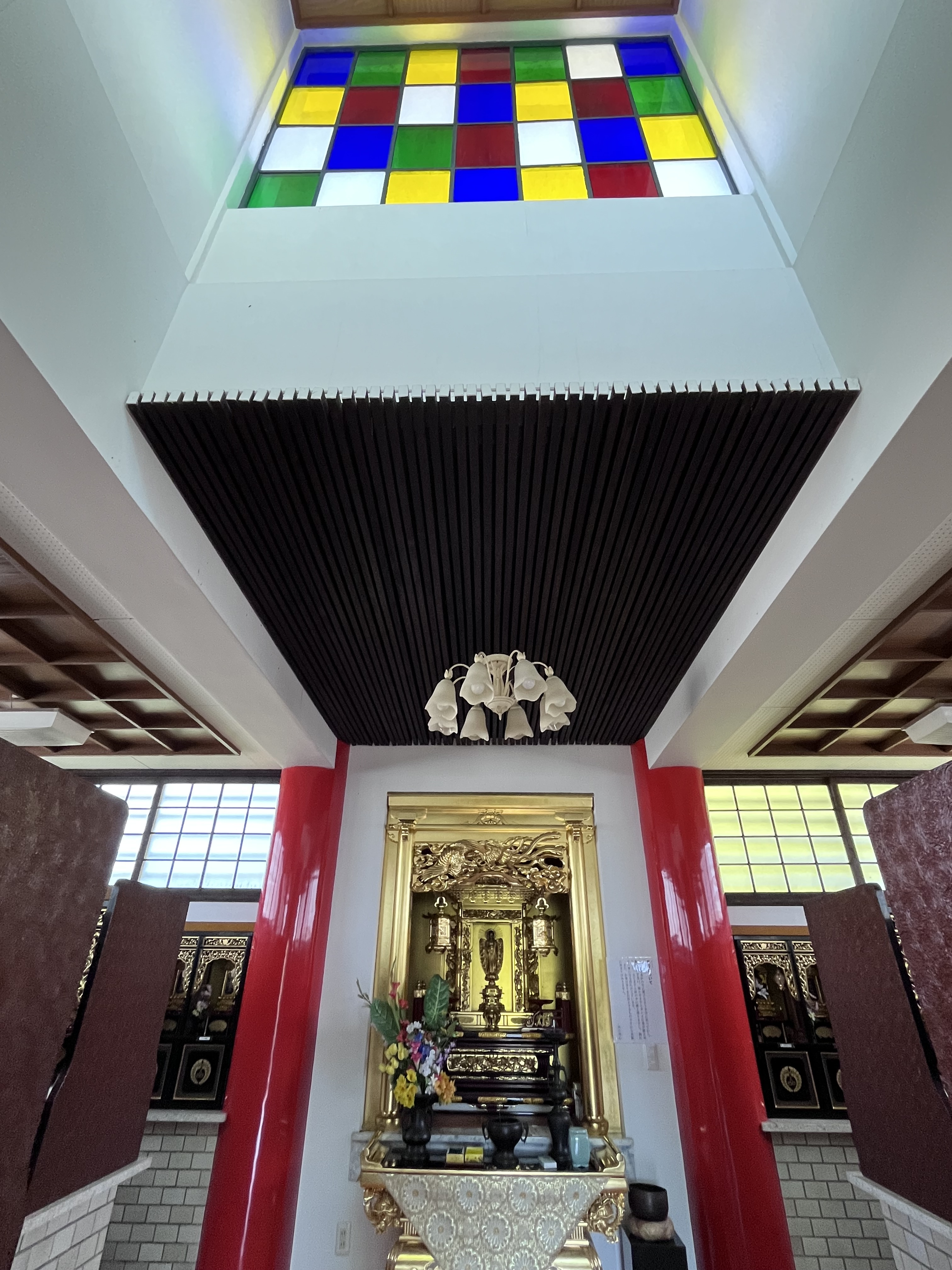
納骨堂内部
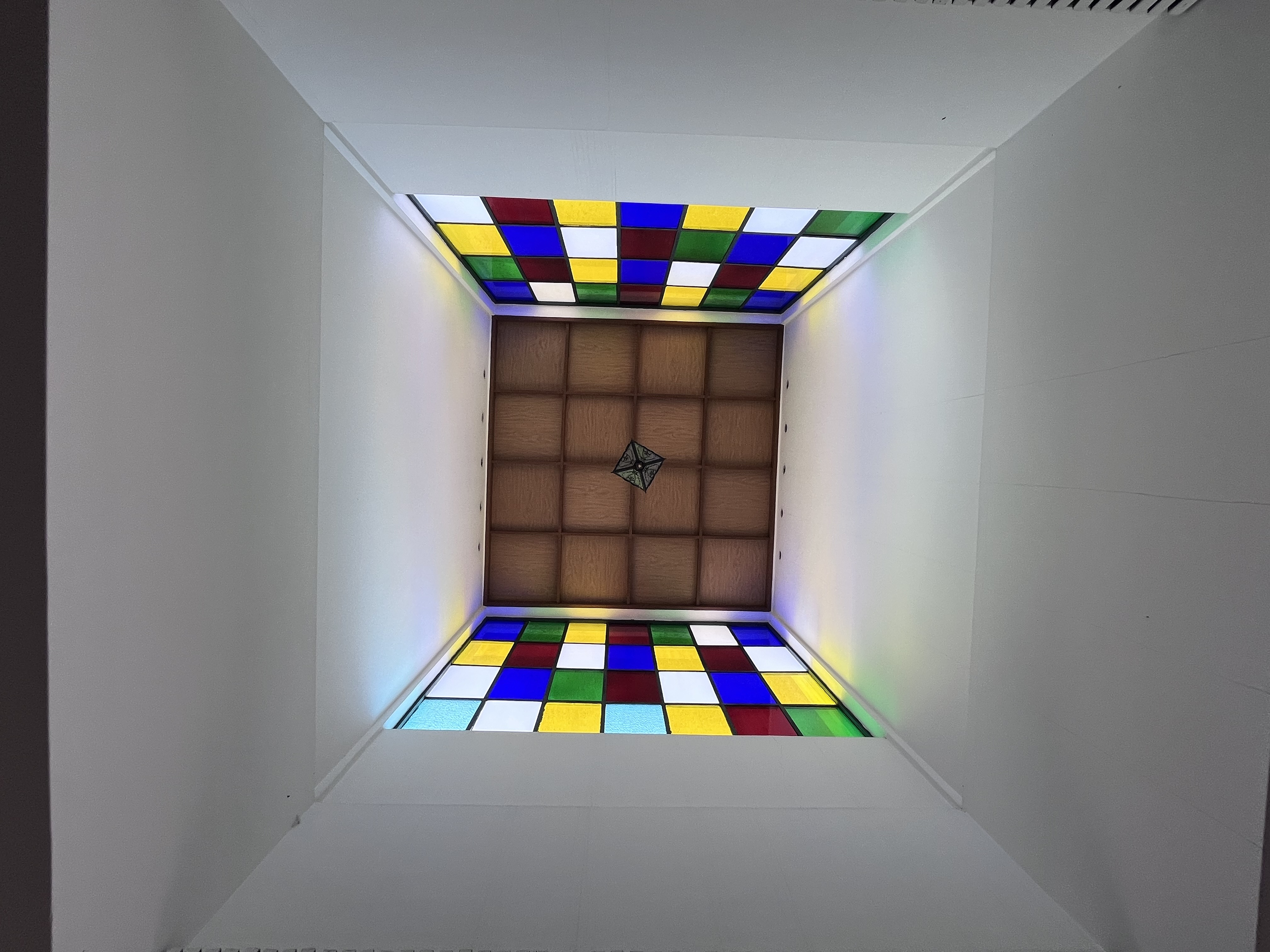
納骨堂天井

門徒会館
1987年（昭和62年）に建てられている。

### 仏像類
- 七高僧・聖徳太子・准如上人絵像 - 寛文8年（1668年）設置。
- 親鸞聖人絵像 - 享保3年（1718年）設置。
- 寺鐘 - 享保11年（1726年）、門徒の喜捨により鋳造。
- 喚鐘 - 明治9年（1876年）、門徒の喜捨により鋳造。
- 明如上人絵像 - 明治42年（1909年）設置。
- 蓮如上人絵像 - 2018年（平成30年）、門徒の喜捨により設置。

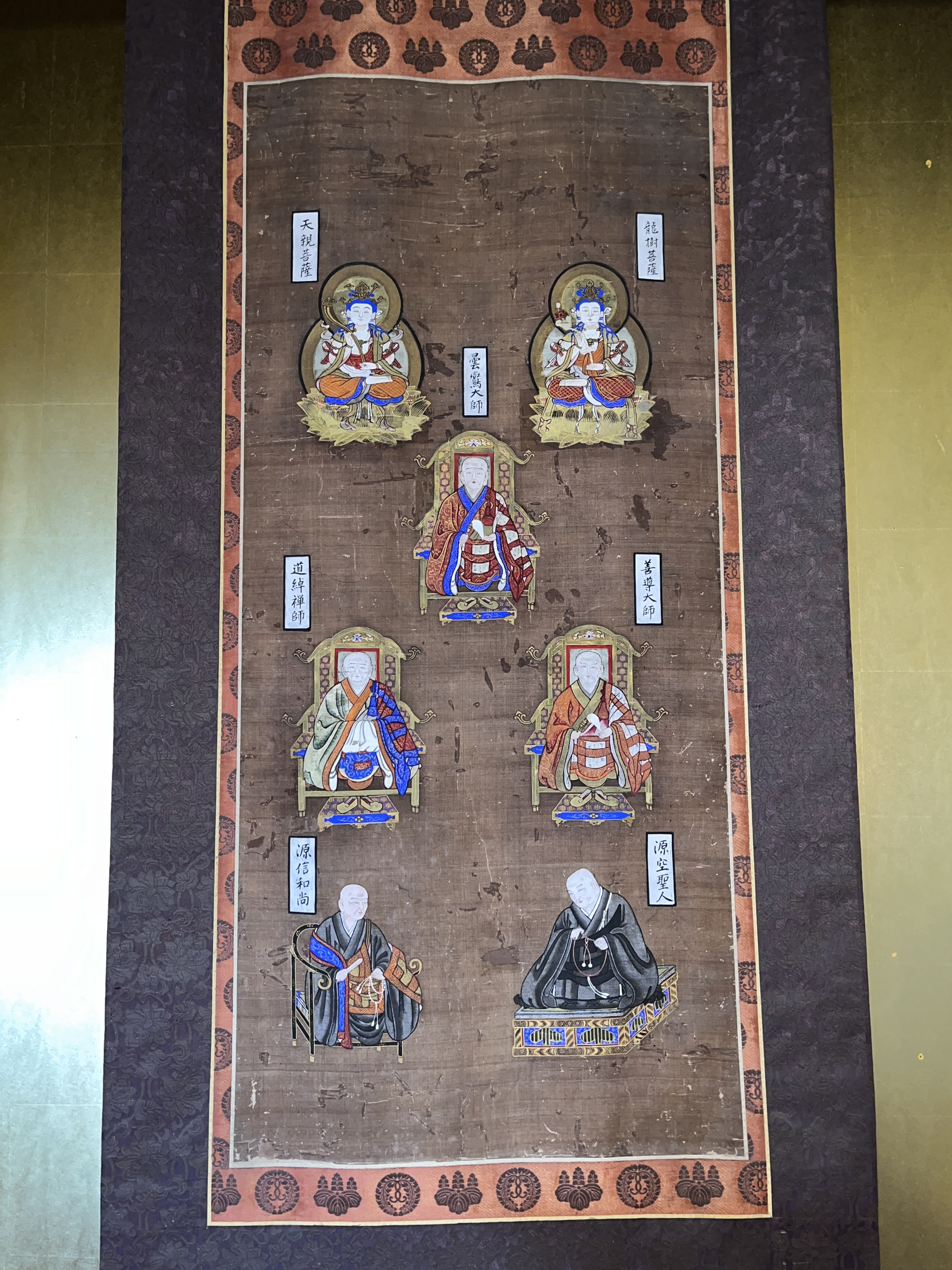
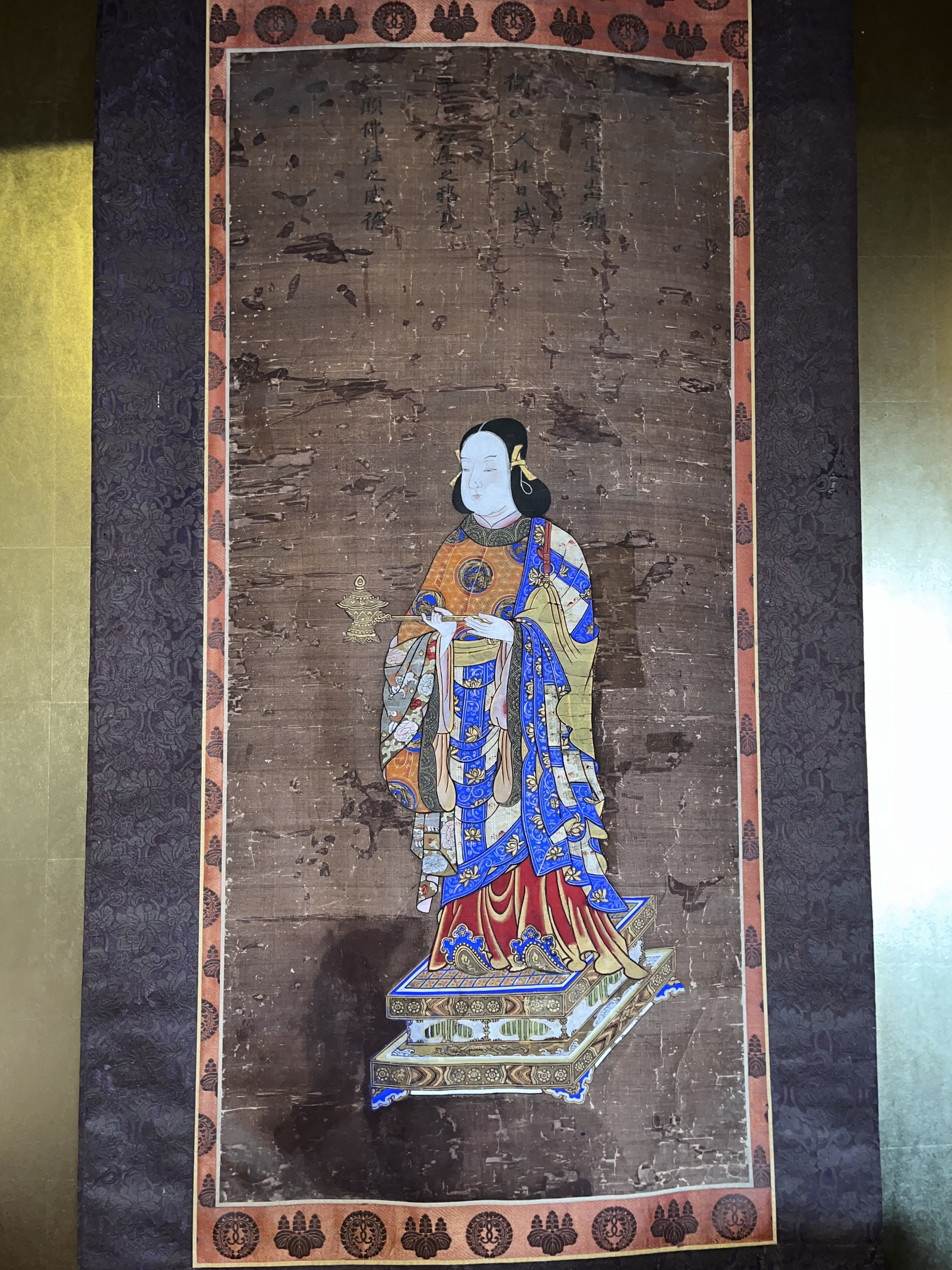
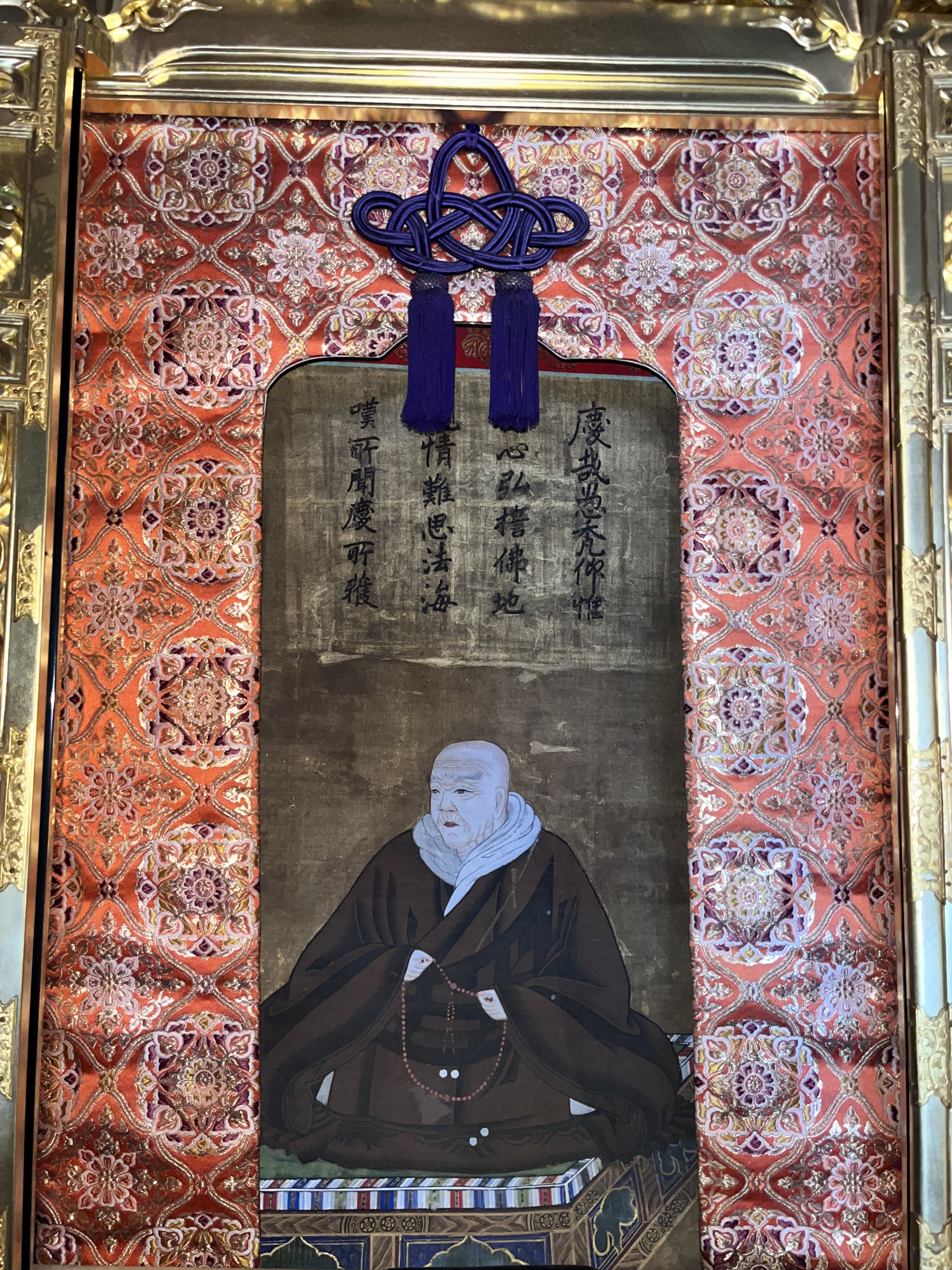
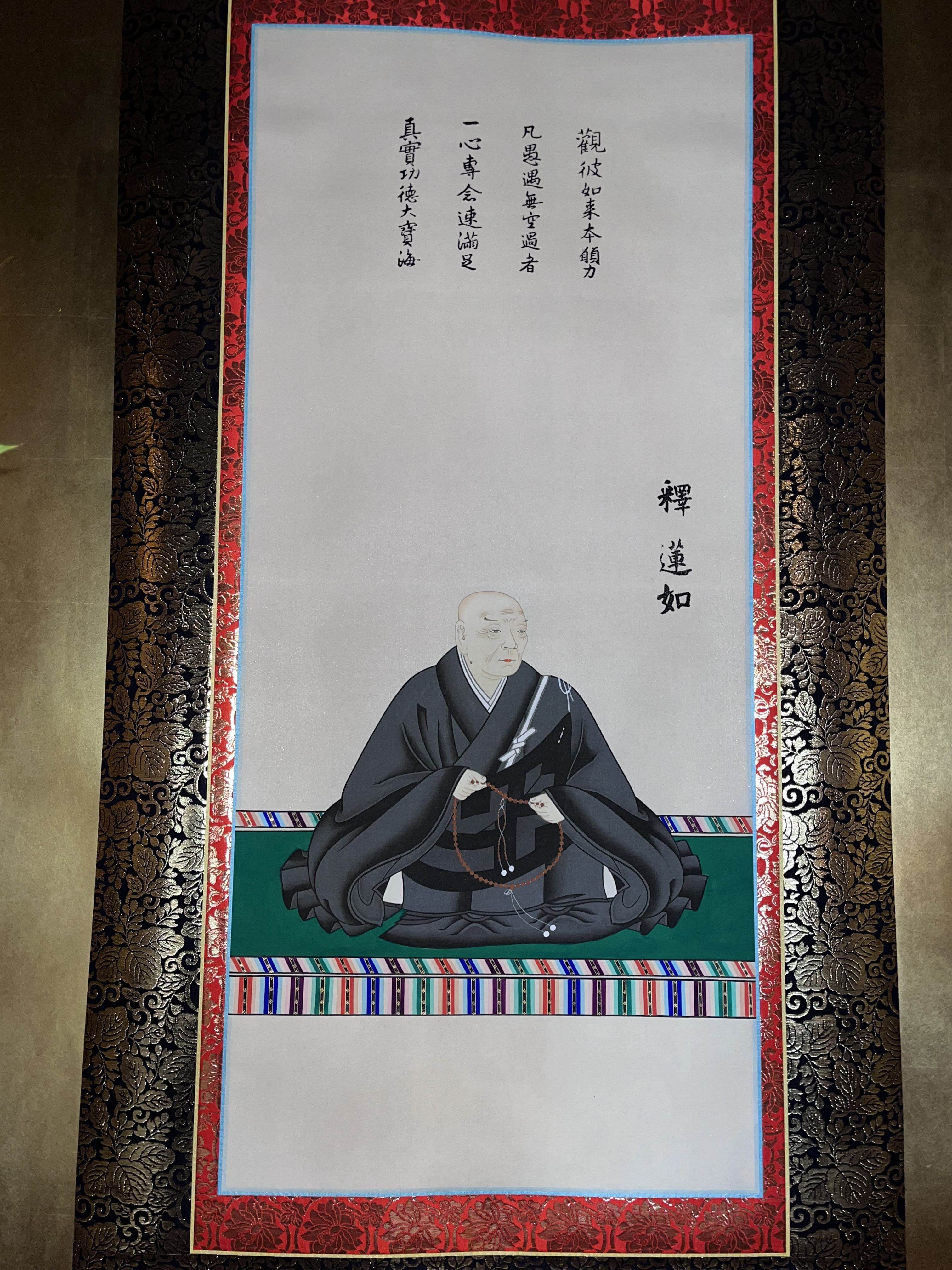

## 文化財
- 坪上小学校跡 - 山門付近に「坪上学校跡」と刻まれた石柱がある。1876年（明治8年）創立で佐賀市立高木瀬小学校の前身のひとつとなった坪上小学校の跡。石柱裏には高木瀬小学校創立百周年記念会の名と昭和52年11月19日の日付が刻まれている。
- 大楠（樹齢約200年）
- 六地蔵の一部と「手切れキンニョン」の逸話 - 浄満寺境内には、幕末の頃の伝承にまつわる六地蔵1体の下半分とされるものが残っている。坪上集落の村人に「キンニョン狐」と呼ばれていた化け狐は、ある日六地蔵の側で娘に化けていたところこれを怪しんだ黒田藩の武士により斬られてしまう。斬り落とされた狐の前足と六地蔵1体の胴体は憐れんだ村人により葬られたが、その後も片手を切られた娘の姿の「手切れキンニョン」に化けて現れていたと伝わる。斬り落とされた狐の前足と六地蔵1体の上半分を葬ったとされる「キンニョン塚」は、近年までは確認されていたという[2]。
- 沼の橋 (ノマン橋) の石材 - 坪上集落の南部で小寺川を渡る県道にかかっていた橋で、その石材が浄満寺の門の敷石に使用されている。かつてこの橋を渡る村人にまつわる「坪ノ上のいんぎん倒れ」という逸話もあった[3]。

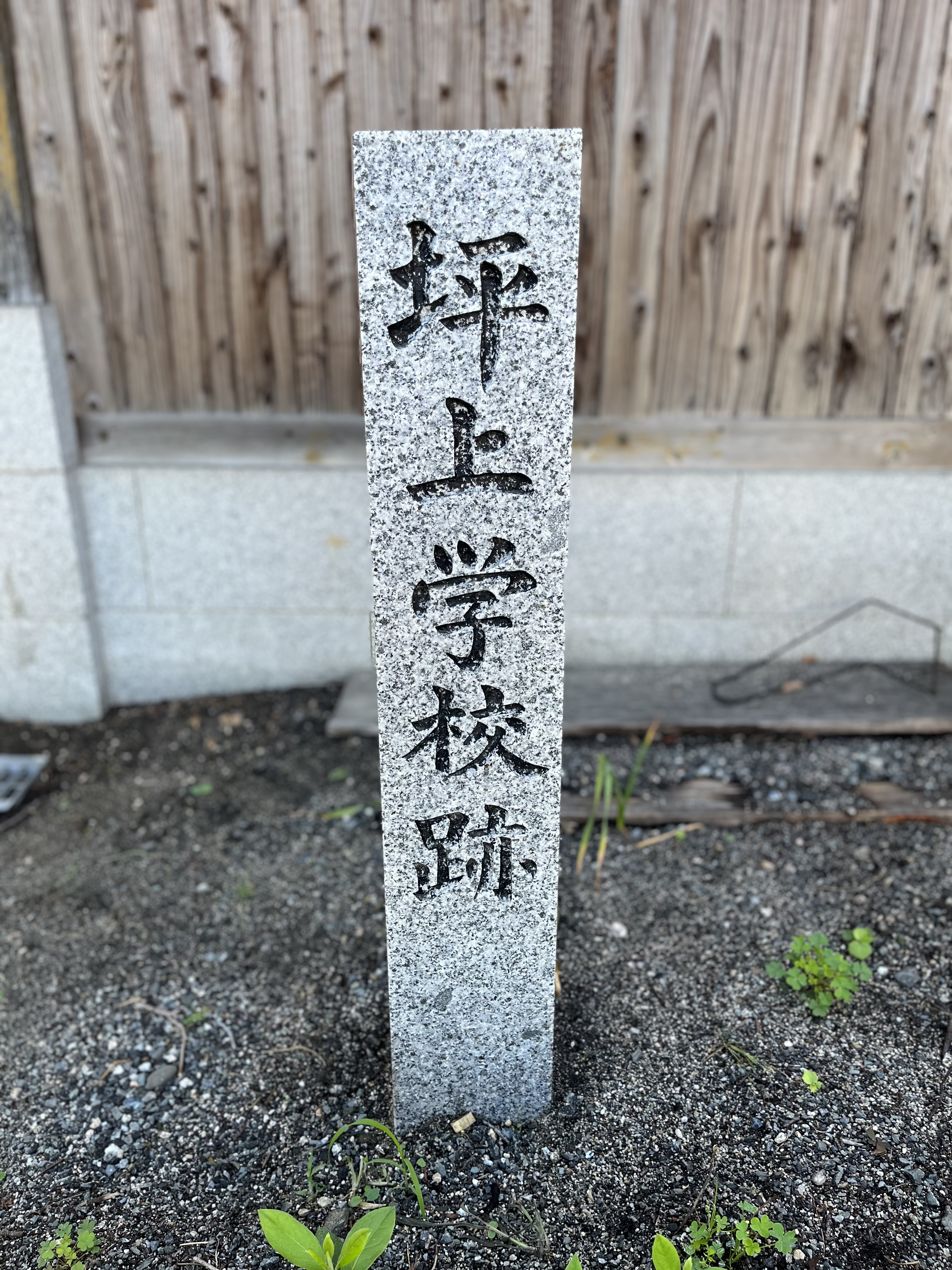
坪上学校跡
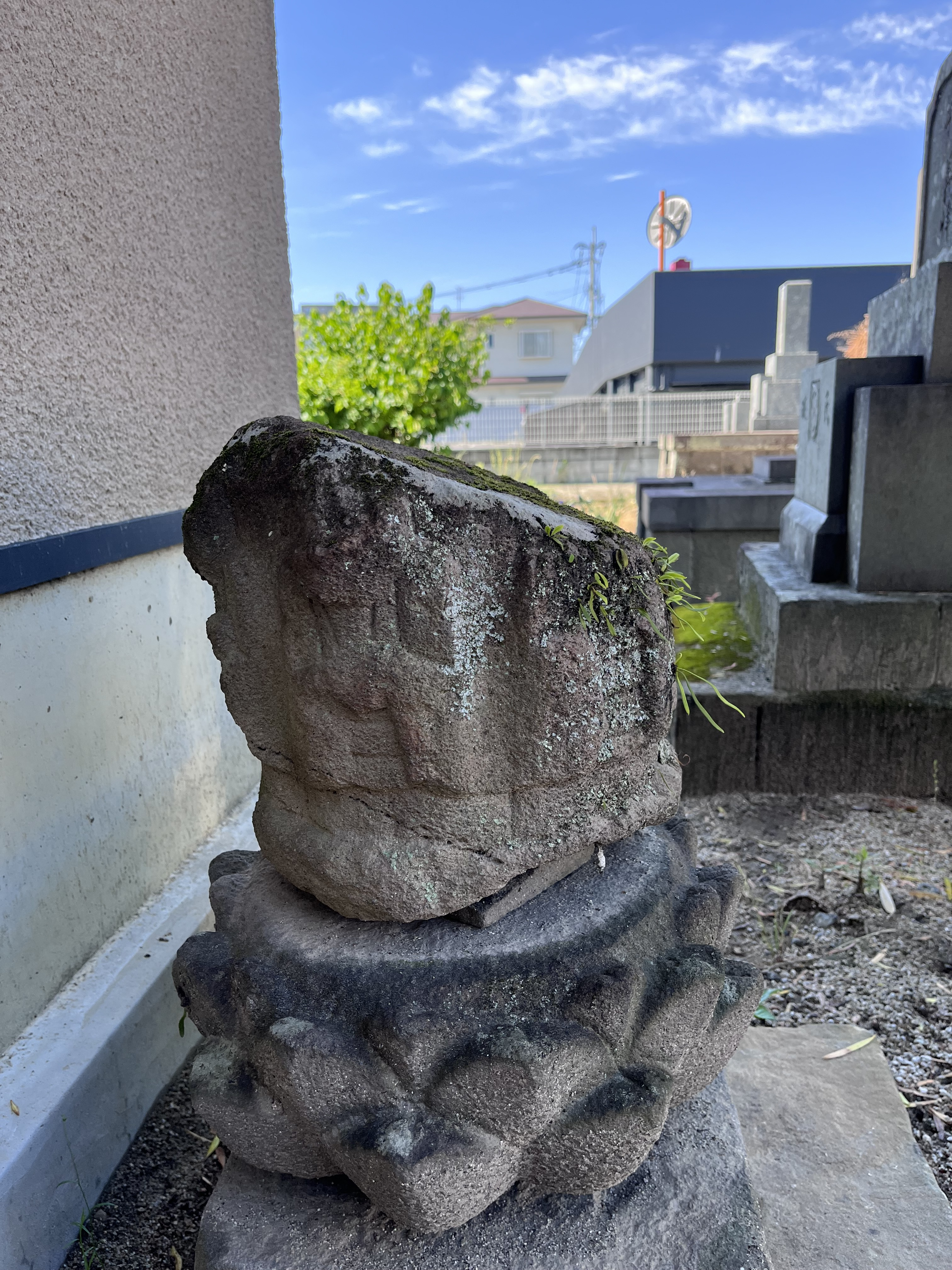
六地蔵胴体下部
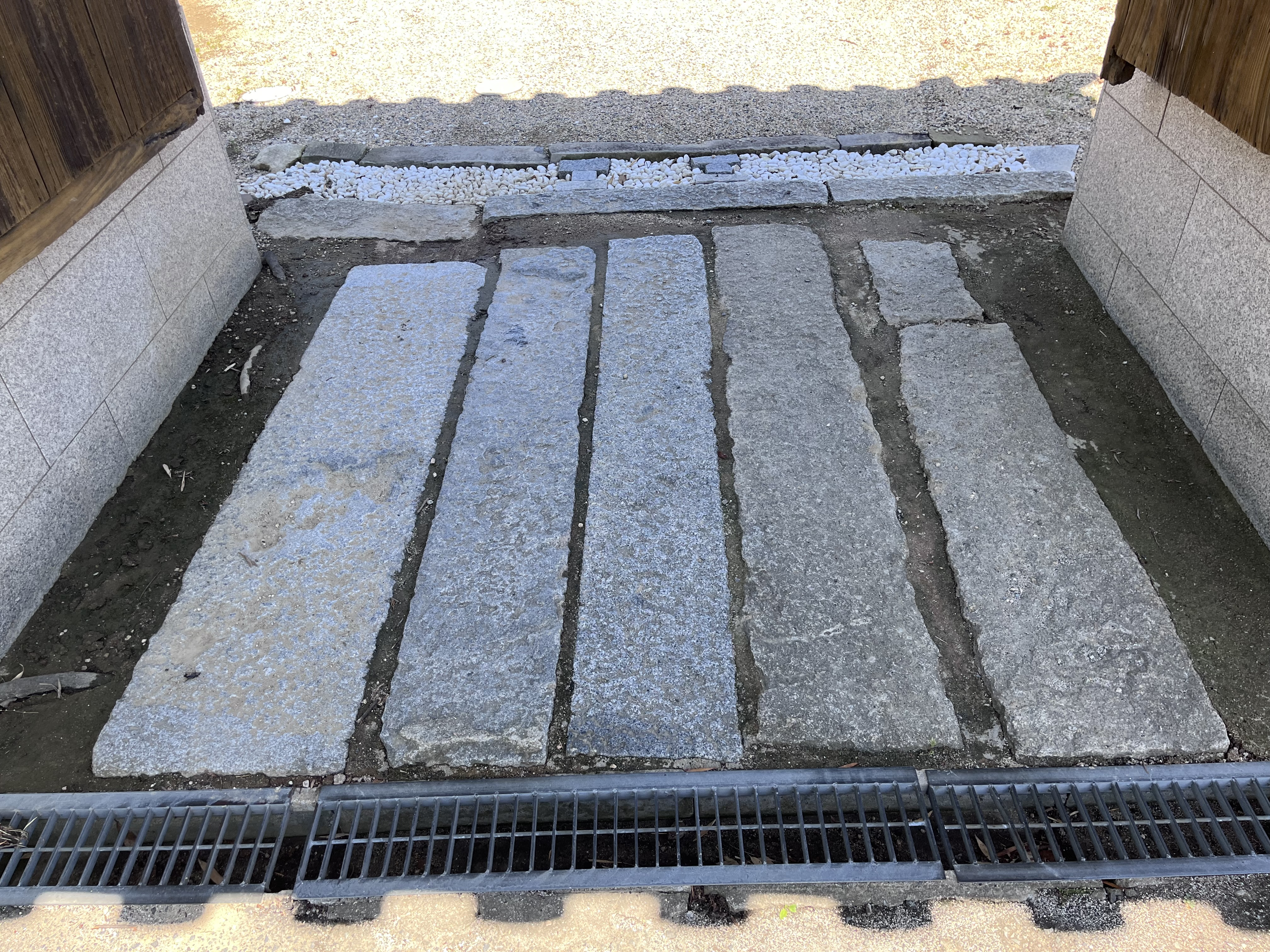
沼の橋

## 住職
- 開基 釋明覚（広松源之亟重政）
- 二代 釋淨縁
- 三代 釋雪岩
- 四代 釋雪堂
- 五代 釋雪門
- 六代 釋昌瑞
- 七代 釋春江
- 八代 釋仁猷
- 九代 釋雪道
- 十代 釋僧暎
- 十一代 釋春江
- 十二代 釋蓮乗
- 十三代 釋義照
- 十四代 釋正義
- 十五代 釋静道
- 十六代 釋宏之
- 十七代 釋思音

## アクセス
- JR長崎本線佐賀駅よりバスで16分
- 佐賀大和ICより車で8分